# ヘルムシュタット
ヘルムシュタット (Helmstadt) はドイツ連邦共和国バイエルン州ウンターフランケン地方のヴュルツブルク郡の市場町であり、ヘルムシュタット行政共同体の本部所在地である。

## 地理
ヘルムシュタットはヴュルツブルク開発計画地域に属す。

### 自治体の構成
本市は、公式には2つの地区 (Ort) からなる。
- ヘルムシュタット
- ホルツキルヒハウゼン

### 人口推移
- 1970年 2,097人
- 1987年 2,307人
- 2000年 2,669人
- 2004年 2,639人

## 行政
ヘルムシュタットは行政上独立した自治体である。この町は1978年の自治体再編によってそれまで独立した自治体であったホルツキルヒハウゼンを地区として併合する形で成立した。
ヘルムシュタットは1972年7月1日以降ヴュルツブルク郡に属している。それ以前は廃止されたマルクトハイデンフェルト郡に属していた。この町はバイエルン州ウンターフランケン行政管区に属している。地域改革以後、ヘルムシュタットはレギオナルプラッツII、すなわち開発上の小規模中心自治体となった。
1978年5月1日から、ヘルムシュタットは同名の行政共同体の本部所在地となった。この行政共同体には、ホルツキルヒハウゼンを含むヘルムシュタットの他に、ヴュステンツェルを含むホルツキルヒェン、レムリンゲン、ユッティンゲンが属している。

## 経済と社会資本

### 教育
- 本課程・基礎課程学校 1校

## 人物

### 出身者
- ハンス・ベーム（1458年頃 - 1476年）説教者、音楽家

## 引用
1. ↑  https://www.statistikdaten.bayern.de/genesis/online?operation=result&code=12411-003r&leerzeilen=false&language=de Genesis-Online-Datenbank des Bayerischen Landesamtes für Statistik Tabelle 12411-003r Fortschreibung des Bevölkerungsstandes: Gemeinden, Stichtag (Einwohnerzahlen auf Grundlage des Zensus 2011)
2. ↑  Bayerische Landesbibliothek Online